# 網路監控攝影機

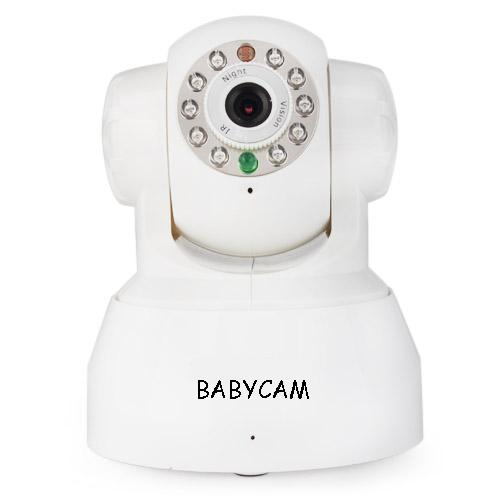
立面式攝影機

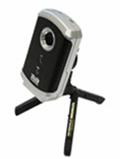
攜帶式

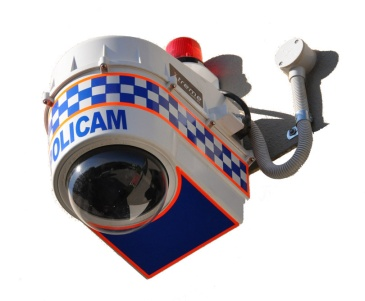
戶外式

網路監控攝影機（IP Camera, IP Cam/Network Camera）是目前常見的一種閉路電視。
有別於類比訊號監控攝影機，網路監控攝影機是以電腦做為平台並利用網路做為傳輸架構，傳輸監控影像與聲音。
目前網路監控攝影機可透過儲存裝置與監控管理軟體的搭配創造出多種應用方案。

## 歷史
- 1996年，AXIS Communications發表了第一隻利用網路架構作為訊號傳輸基礎的網路攝影機（IP Camera、Network camera）
- 1999年，AXIS Communications發表了以Linux系統為平台的網路攝影機
- 2013年，SHANY Electronics發表了第一支具星光標準的超低照度1.3百畫素星光機，最低彩色照度為0.03Lux。
- 2014年，SHANY Electronics發表了超低照度2.0百畫素星光機，將最低彩色照度進推到0.01Lux。。